# U-19-Handball-Europameisterschaft der Männer 2021
Die U-19-Handball-Europameisterschaft der Männer 2021 war die 15. Austragung der U-18-Handball-Europameisterschaften der Männer, Veranstalter war die Europäische Handballföderation (EHF), gespielt wurde vom 12. bis 22. August 2021 in Kroatien. Die Mannschaft aus Deutschland gewann das Turnier.
Da die für das Jahr 2020 turnusgemäß geplante U-18-Handball-Europameisterschaft aufgrund der COVID-19-Pandemie nicht durchgeführt werden konnte, entschied die Europäische Handballföderation, die Veranstaltung ein Jahr später, dann mit einem um ein Jahr hochgesetzten Höchstalter (U 19 statt U 18) abzuhalten.

## Turnierverlauf

### Vorrunde
In der Vorrunde spielten je vier Teams in den Gruppen A bis D gegeneinander. Die besten zwei Mannschaften jeder Gruppe qualifizierten sich für die Hauptrunde, die Gruppendritten und Gruppenvierten für die Zwischenrunde. Bei Punktgleichheit zählte zuerst das Ergebnis der Spiele der punktgleichen Teams gegeneinander, dann ggf. das bessere Torverhältnis.

#### Gruppe A
Tabelle:
| Pl. | Land      | Sp. | S | U | N | Tore    | Diff. | Punkte |
| --- | --------- | --- | - | - | - | ------- | ----- | ------ |
| 1.  | Slowenien | 3   | 2 | 0 | 1 | 087:870 | ±0    | 4      |
| 2.  | Island    | 3   | 2 | 0 | 1 | 083:730 | +10   | 4      |
| 3.  | Italien   | 3   | 1 | 0 | 2 | 074:870 | −13   | 2      |
| 4.  | Serbien   | 3   | 1 | 0 | 2 | 092:890 | +3    | 2      |

Die Spiele der Gruppe A wurden in Varaždin, in der Varaždin Arena, ausgetragen:
| Island    | – | Slowenien | 22:26 |
| Serbien   | – | Italien   | 26:28 |
| Italien   | – | Island    | 17:30 |
| Slowenien | – | Serbien   | 30:36 |
| Island    | – | Serbien   | 31:30 |
| Slowenien | – | Italien   | 31:29 |

#### Gruppe B
Tabelle:
| Pl. | Land     | Sp. | S | U | N | Tore     | Diff. | Punkte |
| --- | -------- | --- | - | - | - | -------- | ----- | ------ |
| 1.  | Spanien  | 3   | 2 | 1 | 0 | 098:850  | +13   | 5      |
| 2.  | Schweden | 3   | 2 | 1 | 0 | 0100:950 | +5    | 5      |
| 3.  | Ungarn   | 3   | 1 | 0 | 2 | 097:920  | +5    | 2      |
| 4.  | Israel   | 3   | 0 | 0 | 3 | 075:980  | −23   | 0      |

Die Spiele der Gruppe B wurden in Varaždin, in der Varaždin Arena, ausgetragen:
| Schweden | – | Ungarn   | 36:35 |
| Spanien  | – | Israel   | 34:23 |
| Israel   | – | Schweden | 25:29 |
| Ungarn   | – | Spanien  | 27:29 |
| Schweden | – | Spanien  | 35:35 |
| Ungarn   | – | Israel   | 35:27 |

#### Gruppe C
Tabelle:
| Pl. | Land        | Sp. | S | U | N | Tore     | Diff. | Punkte |
| --- | ----------- | --- | - | - | - | -------- | ----- | ------ |
| 1.  | Dänemark    | 3   | 2 | 1 | 0 | 096:740  | +22   | 5      |
| 2.  | Deutschland | 3   | 2 | 1 | 0 | 091:770  | +14   | 5      |
| 3.  | Norwegen    | 3   | 1 | 0 | 2 | 069:800  | −11   | 2      |
| 4.  | Russland    | 3   | 0 | 0 | 3 | 077:1020 | −25   | 0      |

Die Spiele der Gruppe C wurden in Koprivnica ausgetragen:
| Dänemark    | – | Norwegen    | 29:19 |
| Deutschland | – | Russland    | 35:27 |
| Russland    | – | Dänemark    | 26:38 |
| Norwegen    | – | Deutschland | 21:27 |
| Dänemark    | – | Deutschland | 29:29 |
| Norwegen    | – | Russland    | 29:24 |

#### Gruppe D
Tabelle:
| Pl. | Land       | Sp. | S | U | N | Tore     | Diff. | Punkte |
| --- | ---------- | --- | - | - | - | -------- | ----- | ------ |
| 1.  | Kroatien   | 3   | 3 | 0 | 0 | 098:830  | +15   | 6      |
| 2.  | Portugal   | 3   | 2 | 0 | 1 | 0103:900 | +13   | 4      |
| 3.  | Frankreich | 3   | 1 | 0 | 2 | 083:790  | +4    | 2      |
| 4.  | Österreich | 3   | 0 | 0 | 3 | 080:1120 | −32   | 0      |

Die Spiele der Gruppe C wurden in Koprivnica ausgetragen:
| Frankreich | – | Österreich | 32:24 |
| Kroatien   | – | Portugal   | 35:31 |
| Portugal   | – | Frankreich | 29:26 |
| Österreich | – | Kroatien   | 27:37 |
| Portugal   | – | Österreich | 43:29 |
| Kroatien   | – | Frankreich | 26:25 |

### Hauptrunde
In der Hauptrunde spielten die Teams, die in der Vorrunde die Plätze 1 bis 2 ihrer Gruppe belegt haben. Die gegen ebenfalls qualifizierte Teams bereits in der Vorrunde bestrittenen Ergebnisse wurden dabei mitgenommen. Die jeweils besten zwei Mannschaften jeder Gruppe qualifizierten sich für die Finalrunde, die Gruppendritten und Gruppenvierten spielen in der Platzierungsrunde.

#### Gruppe I
Tabelle:
| Pl. | Land      | Sp. | S | U | N | Tore     | Diff. | Punkte |
| --- | --------- | --- | - | - | - | -------- | ----- | ------ |
| 1.  | Slowenien | 3   | 2 | 1 | 0 | 095:880  | +7    | 05:10  |
| 2.  | Spanien   | 3   | 1 | 2 | 0 | 0104:970 | +7    | 04:20  |
| 3.  | Schweden  | 3   | 1 | 1 | 1 | 093:940  | −1    | 03:30  |
| 4.  | Island    | 3   | 0 | 0 | 3 | 074:870  | −13   | 00:60  |

Erster und Zweiter der Gruppe I spielen im Halbfinale, Dritter und Vierter in den Über-Kreuz-Spielen 5–8.
Die Spiele der Gruppe I wurden in Varaždin, in der Varaždin Arena, ausgetragen:
| Island    | – | Schweden  | 27:29 |
| Slowenien | – | Spanien   | 37:37 |
| Schweden  | – | Slowenien | 29:32 |
| Spanien   | – | Island    | 32:25 |
aus der Vorrunde übernommene Ergebnisse:
| Island   | – | Slowenien | 22:26 |
| Schweden | – | Spanien   | 35:35 |

#### Gruppe II
Tabelle:
| Pl. | Land        | Sp. | S | U | N | Tore    | Diff. | Punkte |
| --- | ----------- | --- | - | - | - | ------- | ----- | ------ |
| 1.  | Deutschland | 3   | 2 | 1 | 0 | 089:820 | +7    | 05:10  |
| 2.  | Kroatien    | 3   | 2 | 0 | 1 | 085:820 | +3    | 04:20  |
| 3.  | Portugal    | 3   | 1 | 0 | 2 | 092:960 | −4    | 02:40  |
| 4.  | Dänemark    | 3   | 0 | 1 | 2 | 081:870 | −6    | 01:50  |

Erster und Zweiter der Gruppe II spielen im Halbfinale, Dritter und Vierter in den Über-Kreuz-Spielen 5–8.
Die Spiele der Gruppe II wurden in Koprivnica ausgetragen.
| Deutschland | – | Portugal    | 34:30 |
| Dänemark    | – | Kroatien    | 25:27 |
| Portugal    | – | Dänemark    | 31:27 |
| Kroatien    | – | Deutschland | 23:26 |
aus der Vorrunde übernommene Ergebnisse:
| Dänemark | – | Deutschland | 29:29 |
| Kroatien | – | Portugal    | 35:31 |

### Zwischenrunde
In der Zwischenrunde spielten die Mannschaften, die in der Vorrunde die Plätze 3 bis 4 ihrer Gruppe belegt hatten.

#### Gruppe III
Tabelle:
| Pl. | Land    | Sp. | S | U | N | Tore    | Diff. | Punkte |
| --- | ------- | --- | - | - | - | ------- | ----- | ------ |
| 1.  | Ungarn  | 3   | 3 | 0 | 0 | 094:740 | +20   | 06:00  |
| 2.  | Italien | 3   | 2 | 0 | 1 | 078:770 | +1    | 04:20  |
| 3.  | Israel  | 3   | 1 | 0 | 2 | 085:920 | −7    | 02:40  |
| 4.  | Serbien | 3   | 0 | 0 | 3 | 080:940 | −14   | 00:60  |

Erster und Zweiter der Gruppe III spielen in den Über-Kreuz-Spielen 9–12, Dritter und Vierter in den Über-Kreuz-Spielen 13–16.
Die Spiele der Gruppe III wurden in Varaždin, in der Varaždin Arena, ausgetragen.
| Serbien | – | Israel  | 28:35 |
| Italien | – | Ungarn  | 21:28 |
| Israel  | – | Italien | 23:29 |
| Ungarn  | – | Serbien | 31:26 |
aus der Vorrunde übernommene Ergebnisse:
| Serbien | – | Italien | 26:28 |
| Ungarn  | – | Israel  | 35:27 |

#### Gruppe IV
Tabelle:
| Pl. | Land       | Sp. | S | U | N | Tore     | Diff. | Punkte |
| --- | ---------- | --- | - | - | - | -------- | ----- | ------ |
| 1.  | Frankreich | 3   | 3 | 0 | 0 | 098:590  | +39   | 06:00  |
| 2.  | Norwegen   | 3   | 2 | 0 | 1 | 076:800  | −4    | 04:20  |
| 3.  | Österreich | 3   | 1 | 0 | 2 | 086:800  | +6    | 02:40  |
| 4.  | Russland   | 3   | 0 | 0 | 3 | 060:1010 | −41   | 00:60  |

Erster und Zweiter der Gruppe IV spielen in den Über-Kreuz-Spielen 9–12, Dritter und Vierter in den Über-Kreuz-Spielen 13–16.
Die Spiele der Gruppe IV wurden in Koprivnica ausgetragen:
| Russland   | – | Österreich | 19:36 |
| Norwegen   | – | Frankreich | 18:30 |
| Österreich | – | Norwegen   | 26:29 |
| Frankreich | – | Russland   | 36:17 |
aus der Vorrunde übernommene Ergebnisse:
| Frankreich | – | Österreich | 32:24 |
| Norwegen   | – | Russland   | 29:24 |

### Über-Kreuz-Spiele
Die Gewinner und die Verlierer der Über-Kreuz-Spiele spielten jeweils gegeneinander in den Platzierungsspielen um die Plätze.

#### Über-Kreuz-Spiele 13–16
Die Spiele wurden am 20. August 2021 in Koprivnica ausgetragen.
| Österreich | – | Serbien  | 27:33 |
| Israel     | – | Russland | 33:31 |

#### Über-Kreuz-Spiele 9–12
Die Spiele wurden am 20. August 2021 in Koprivnica ausgetragen.
| Frankreich | – | Italien  | 30:23 |
| Ungarn     | – | Norwegen | 28:21 |

#### Über-Kreuz-Spiele 5–8
Die Spiele wurden am 20. August 2021 in Varaždin, in der Varaždin Arena, ausgetragen.
| Portugal | – | Island   | 33:30 |
| Schweden | – | Dänemark | 29:34 |

### Platzierungsspiele
In den Platzierungsspielen wurden die Plätze 5 bis 16 ausgespielt.

#### Platzierungsspiele 13–16
Die Spiele wurden am 21. August 2021 in Koprivnica ausgetragen.
| Platz 15/16 | Russland | – | Österreich | 31:24 |
| Platz 13/14 | Israel   | – | Serbien    | 25:27 |

#### Platzierungsspiele 9–12
Die Spiele wurden am 21. August 2021 in Koprivnica ausgetragen.
| Platz 11/12 | Norwegen | – | Italien    | 31:24 |
| Platz 9/10  | Ungarn   | – | Frankreich | 35:25 |

#### Platzierungsspiele 5–8
Die Spiele wurden am 22. August 2021 in Varaždin, in der Varaždin Arena, ausgetragen.
| Platz 7/8 | Schweden | – | Island   | 26:24 |
| Platz 5/6 | Dänemark | – | Portugal | 31:27 |

### Finalrunde
Die Spiele wurden in Varaždin, in der Varaždin Arena, ausgetragen.

#### Halbfinale
Die Spiele wurden am 20. August 2021 ausgetragen.
| Deutschland | – | Spanien  | 31:30 |
| Slowenien   | – | Kroatien | 22:26 |

#### Spiel um Platz 3
Das Spiel wurde am 22. August 2021 ab 14:30 Uhr ausgetragen.
| Slowenien | – | Spanien | 28:37 |

#### Finale
Das Spiel wurde am 22. August 2021 ab 17:00 Uhr ausgetragen.
| Kroatien | – | Deutschland | 20:34 |

## Statistiken

### Platzierungen
| Rang              | Team        | Spieler |
| ----------------- | ----------- | --- |
| 1. Platz (Gold)   | Deutschland | Niko Bratzke, Leon Maximilian Ciudad Benitez, Justus Fischer, Tim Freihöfer, Niclas Benedict Heitkamp, Luca Klein, Florian Kranzmann, Robert Kraß, Lennart Leitz, Lasse Ludwig, Fynn-Luca Nicolaus, Nico Schöttle, Aron Seesing, Stephan Seitz, David Späth, Sören Steinhaus, Renars Uščins |
| 2. Platz (Silber) | Kroatien    | Ivan Barbić, Martin Božičević, Matija Car, Jakov Dujić, Fabijan Grubišic, Patrik Hršak, David Jurišić, Matej Komljenović, Dominik Kuzmanović, Marin Lisac, Matej Mandić, Jakov Neralić, Mislav Obradović, Zlatko Raužan, Adam Šalić, Tin Tompić und Mario Zakić |
| 3. Platz (Bronze) | Spanien     | Carlos Álvarez Domínguez, Roberto Domènech Calatayud, Arnau Fernández Guzmán, Pablo González Vidal, Jan Gurri Aregay, Álex Lodos García, Antonio Martínez Llamazars, Julen Múgica Santiago, Gorka Nieto Marcos, Artur Parera Ibáñez, Bruno Reguart Massana, Javier Rodríguez Moreno, Ignacio Salgado Berzal, Darío Sanz de Nicolás, Daniel Serrano Rodríguez und Daniel Virulegio Niño              |
| 4. Platz          | Slowenien   | Nik Ćirović, Blaž Fergola, Leon Gregorič, Mitja Janc, Vid Kačičnik, Lennart Klemenčič, Andraž Makuc, Vid Miklavec, Tarik Mlivič, Sandi Muminović, Jus Rot, Denis Škrinjar, Denis Strašek, Jure Švalj, Simon Vidmar und Luka Zupančič |
| 5. Platz          | Dänemark    | Joachim Lyng Als, Frederik Sommer Arnoldsen, Thomas Sommer Arnoldsen, Patrick Boldsen, Matthias René Rex Dorgelo, Valdemar Schiødt Hermansen, Lasse Højgaard, Victor Kløve, Mads Svane Knudsen, Jonas Kruse Kristensen, Mikkel Møller Løvkvist, Julius Mørch-Rasmussen, Victor Birch Nevers, Lasse Mathias Pedersen, Matthias Birkkjær Pedersen, Nikolaj Juhl Petersen und Christian Termansen      |
| 6. Platz          | Portugal    | Ricardo Brandão, Gabriel Cavalcanti, Francisco Costa, Hugo Costa, Vasco Costa, Nilton Danilo Cordeiro Melo, João Gomes, António Machado, Francisco Oliveira, Miguel Oliveira, Pedro Oliveira, Bernardo Pegas, Diogo Rêma Marques, Rúben Santos, André Sousa, Tomás Tavares Ferreira und Gabriel da Rocha Viana                                                                                      |
| 7. Platz          | Schweden    | Malte Celander, Oskar Davidsson, Filip Eriksson, Pontus Josefsson Säll, Assar Kammenhed, Liam Kjellman, Isak Larsson, Alexander Linden, Oscar Lindqvist, Felix Möller, Olle Österhall, Marko Roganovic, Robin Sanderhem, Oscar Sävinger, Julian Sjögren und Elliot Stenmalm |
| 8. Platz          | Island      | Einar Bragi Aðalsteinsson, Jóhannes Berg Andrason, Guðmundur Bragi Ástþórsson, Andri Finsson, Símon Michael Guðjónsson, Gauti Gunnarsson, Þorsteinn Leó Gunnarsson, Ísak Gústafsson, Arnór Ísak Haddsson, Kristófer Máni Jónasson, Benedikt Gunnar Óskarsson, Andri Már Rúnarsson, Brynjar Vignir Sigurjónsson, Tómas Sigurðarson, Adam Thorsteinsson, Breki Hrafn Valdimarsson und Arnór Viðarsson |
| 9. Platz          | Ungarn      | Marcell Bodócs, Gergő Fazekas, Zoran Ilić, Bence Imre, Miklós Karai, Bence Kovács, Krisztián Lakatos, Péter Lukácz, Máté Ónodi Jánoskúti, Kristóf Palasics, Tamás Papp, Andrej Pergel, Zsolt Csaba Radvánszki, Barnabás Rea, Erhárd Sisa, Benjámin Szilágyi, Ákos Takács, Gábor Péter Temesvári und Mihály Varga                                                                                    |
| 10. Platz         | Frankreich  | Alexis Berthier, Hugo Bonnat, Baptiste Capelle, Imanol Carrère, Servilien Claire, Baptiste Clay, Lou Derisbourg, Mattéo Fadhuile–Crepy, Adam Gnago, Enzo Handjou Tchuilieu, Quentin Hulot, Wallem-Konrad Peleka, Clément Pellen, Hugo Pimenta, Samuel Queiros, Oreste Vescovo, Léo Villain und Guéric Vincent                                                                                       |
| 11. Platz         | Norwegen    | Benjamin Berg, Jørgen Lunde Flotve, Magnus Vik Gabrielsen, Johannes Gurrich, Kristian Gyberg, Aksel Hald, Matias Landsrød Haug, Eirik Jarl Haukedal, Aleksander Høiness, Tord Lea Knutsen, Josh Larry Gabula Korsvik, Mads Presterud Ødegaard, Sander Øyane, Philip Skjerve Slette, Sondre Mikail Solheim, Ebbe Stankiewicz, Thomas Stenersen, Nicolai Strøm Thoresen und Sivert Tryggestad         |
| 12. Platz         | Italien     | Germano Albanini, Enrico Aldini, Luigi Arena, Thomas Bortoli, William Casarotto, Sebastiano Coppola, Tommaso De Angelis, Nicola Fadanelli, Nathan Gai, Cristian Guggino, Giacomo Hrovatin, Nicolo Giulio Riva, Gabriele Sontachi, Daniele Soria, Gianluca Tesi, Kuca Visentin und Marco Zanon |
| 13. Platz         | Serbien     | Vukašin Antonijević, Veljko Cabrilo, Aleksandar Cenic, Mateja Dodić, Stefan Dodić, Luka Krivokapić, Filip Milovanović, Uroš Mitrović, Marko Mrdović, Ignjat Nešić, Mirko Podunavac, Branko Predović, Luka Rogan, Uroš Simić, Nikola Stamenković, Nikola Zecević und Savo Zekić |
| 14. Platz         | Israel      | Gal Azriel, Ariel Biton, Nadav Cohen, Yiftah Dahan, Ori Guez, Yonatan Hadar, Or Refael Levi, Tom Leybov, Roy Libgot, Or Refael Maman, Nevo Medina, Tal Peled, Daniel Peleg, Tom Shaul Rosenfeld, Roi Avraham Solomon und Shon Meir Solomon |
| 15. Platz         | Russland    | Nikolai Bytschkow, Daniil Dmitrijew, Wladislaw Dobrynin, Maxim Jermolin, Danila Filimonenko, Dmitri Frolow, Nikita Gogolew, Alexander Grebenkin, Wadim Ibrakow, Dmitri Kandybin, Georgi Kirilenko, Wladislaw Lez, Denis Michalina, Alexander Morosow, Maxim Naidunow und Artem Saizew |
| 16. Platz         | Österreich  | Ajdin Alkic, Emil Jeremias Freytag, Florian Heizinger, Sandro Jankovic, Jan Kroiss, Franko Lastro, Mario Andreas Lippitsch, Jonas Magelinskas, Luca Maraspin, Jakob Nigg, Bastian Pieber, Benedikt Rudischer, Emil Schleicher, Lukas Schmid, Sinisa Sironjic und Nikola Zeba |

### Torschützenliste
| Rang | Spieler            | Tore |
| ---- | ------------------ | ---- |
| 01   | Elliot Stenmalm () | 61   |
| 01   | Mitja Janc ()      | 61   |
| 03   | Dmitri Kandybin () | 53   |
| 04   | Or Refael Levi ()  | 50   |
| 05   | Francisco Costa () | 46   |
| 05   | André Sousa ()     | 46   |

### All Star–Team
In das All Star–Team wurden David Späth, Ivan Barbić, Elliot Stenmalm, Mitja Janc, Javier Rodríguez Moreno, Renārs Uščins, Francisco Costa und Mislav Obradović gewählt. Mitja Janc wurde zum wertvollsten Spieler gewählt.